# Hamaspora gedeana
Hamaspora gedeana är en svampart som beskrevs av Racib. 1907. Hamaspora gedeana ingår i släktet Hamaspora och familjen Phragmidiaceae.   Inga underarter finns listade i Catalogue of Life.